# ام‌آان دیزل
ام‌آان دیزل یا مان‌دیزل یک تولیدکننده آلمانی موتورهای دیزلی بزرگ برای شناورهای دریایی، لوکوموتیو و کاربردهای نیروگاهی بود. ام‌آان دیزل بیش از ۷٬۷۰۰ کارمند داشت، نخست در آلمان، دانمارک، فرانسه، جمهوری چک، هند و چین. سازمان جهانی خدمات پس از فروش آن ام‌ای‌ان دیزل پرایم‌سرو، شامل شبکه‌ای از مراکز خدمات خود شرکت است که توسط شرکای مجاز پشتیبانی می‌شد.
در سال ۲۰۰۰، ام‌آان دیزل، شرکت موتور آلستوم (پاکسمن) را که تولیدکننده موتور لوکوموتیو بود؛ خریداری کرد. این شامل فعالیت‌های دیزلی پیشین انگلیش‌الکتریک، Mirrlees Blackstone، Napier &amp؛ Son پاکسمن، و Ruston بود.
این شرکت با ام‌آان توربو ادغام شد و ام‌ای‌ان انرژی سلوشنز را تشکیل داد.